# Teisheba
Teisheba o Theispes de Kumenu fou el deu de la guerra d'Urartu i també la deessa de les turmentes i els trons. La seva esposa era la deessa Khuba o Huba, equivalent a la deïtat hurrita Hebat.
Formava una triada de deïtats principals amb Khaldi and Shivini. Donava nom a dues ciutats d'Urartu: Teyseba i Teishebaini. El seu equivalent assiri fou Adad, el equivalent vèdic era Indra i el hurrita Teshub. Era representat per un home en in brau portant un feix de llamps.